# Be.A
Be.A (кор.:비에이, сокращение Be Artist, ранее известное как K-Much) — южнокорейская группа, сформированная под руководством Chrome Entertainment в 2014 году. Группа дебютировала 7 января 2014 года в качестве K-Much с первым мини-альбомом «Beyond the Ocean». В настоящее время группа состоит из пяти членов: Хонгю, Енгюн, Милли, Ато и БамБ.
Хотя английское название группы всегда было K-Much, их оригинальное корейское имя было Gamulchi (가물치), что переводится как «змеиная голова». Змееголовная рыба является популярной здоровой пищей в Корее и символизирует долголетие. В августе 2014 года корейское название группы было изменено на K-Much (머치 머치), чтобы соответствовать английскому названию группы, но в 2017 название снова было изменено на Be.A.

## История

### 2013: предварительный дебют
K-Much осуществили своё первое публичное выступление в эпизоде Crayon Pop TV 8 сентября 2013 года. Глоу ранее жил в Пенсильвании, в то время как Ато и Борнус были с Chrome Entertainment с дебюта Crayon Pop. И Ато, и Борнус получили эпизодическую роль в «Saturday Night» Crayon Pop, а также в сюжетной версии «Bar Bar Bar». До своего дебюта они продвигали себя в школах по всей Корее и проводили уличные представления. K-Much исполнили ремиксы на три песни в Токио на сольном концерте Crayon Pop. Эллин Crayon Pop’s официально представил K-Much публике незадолго до их дебюта.

### 2014—2015:Beyond the Ocean, уход Локи
7 января 2014 года K-Much выпустили свой первый мини-альбом «Beyond the Ocean». Альбом состоит из трёх треков: «I’m Sorry», «What I Do Do» (어떡해 어떡해) и сингла «Good To Go» (모르고 모르고, лит. «Не знаю ничего»). 6 января, за день до релиза альбома, на YouTube было загружено музыкальное видео с сюжетом «Good To Go» с участием Еллин из Crayon Pop. В тот же день K-Much выступили на шоу SBS MTV «The Show: All About K-Pop!», Отметив своё первое выступление в живом исполнении. K-Much сделали свой официальный дебютный этап 8 января 2014 года, исполнив «Good To Go» на шоу Show MBC Music.
В конце 2014 года K-Much участвовал в первом проекте Chrome Family — цифровом одиночном альбоме с названием 2014 «Chrome Family — The Very Special Christmas». Альбом был выпущен 3 декабря, с видеоклипом на сингл «Love Christmas». Но Локи был единственным кто не попал на съемки музыкального видео. Позже Chrome Entertainment сообщило, что Локи уходит из компании, чтобы продолжить свою актерскую карьеру. Уход Локи был дружественным, а K-Much все также продолжал работать в составе четырёх человек.
17 февраля 2015 года K-Much предварительно выпустили сингл «December 24» (12 월 24 일), опередив их предстоящий альбом. В видеоклипе фигурирует бывший участник программы Hello Venus Ю Ара. Вторая песня «On the Hook» (속 물고기 물고기, lit. «Fish in a Fishbowl») была выпущена 6 марта. Ещё один сингл «Tie My Hands» был выпущен 26 ноября.

### 2017: Превращение в Be.A
В январе 2017 года сайт для финансирования Makestar объявил, что K-much будет проводить «Проект обновления» до 21 марта. В феврале было объявлено через Makestar, что K-Much надеялись изменить название своей группы через опрос поклонников. Они попросили фанатов выбрать одного из трех кандидатов по имени Be.A (Be Artist / Be.A / Become an artist), Champ (Become the Idol Champion) и B.О.T (Boy on top). 28 февраля, группа объявила, что их новое название изменилось на Be.A. Они также сообщили о том, что в первой половине года, группа осуществит камбек в составе с новым участником. 2 марта было объявлено, что участник Boys24, ранее известный как Пак У Ен, присоединился к группе под сценическим именем Бомб.

## Участники

### Текущие
Ян Хон Гю (кор.: 양홍규) родился 27 февраля 1990 г. в Сеуле, Южная Корея. Ранее он был известен как Киу и использовал своё настоящее имя с тех пор, как группа переформировалась в 2017 году.
Чон Ён Гюн (кор.: 정영균) родился 30 мая 1990 г. в Сеуле, Южная Корея. Ранее он был известен как Борнус и использовал своё настоящее имя с момента, как группа переформировалась в 2017 году.
Милли (настоящее имя: Ким Чже О (кор.: 김재오)) 22 сентября 1992 г. в Сеуле, Южная Корея. Ранее он был известен как G.Low и сменил своё сценическое имя на Милли, так как группа была перформированна в 2017 году.
Ато родился 28 июня 1993 г. в Чангвоне, Кёнсан-Намдо, Южная Корея, в парке Сен-Хён. Настоящее имя — Пак Сон Хён(Хангыль: 박성현).
БомБи (настоящее имя: Пак У Ён (кор.: 박우영)) родился 24 января 1998 года, является бывшим участником Boys24. Он был объявлен новым членом 2 марта 2017 года.

### Бывшие
Локи (настоящее имя: Ким Му Бен (кор.: 김무빈)). В декабре 2014 года Локи отсутствовал на рождественском проекте Chrome Entertainment, а позже было подтверждено, что он ушёл из компании, чтобы продолжить свою актерскую карьеру.

## Дискография

### Мини-альбомы
| Название           | Детали Альбома                                                                                        | Позиции в чартах | Продажи      |
| Название           | Детали Альбома                                                                                        | KOR              | Продажи      |
| ------------------ | --- | ---------------- | ------------ |
| «Beyond the Ocean» | - Выпущен: 7 января 2014 г. - Лейбл: Chrome Entertainment, Sony Music - Форматы: CD, digital download | 20               | - KOR: 2305+ |

### Синглы
| Название                   | Год  | Позиции в чарте | Продажи             | Абом               |
| Название                   | Год  | KOR             | Продажи             | Абом               |
| -------------------------- | ---- | --------------- | ------------------- | ------------------ |
| «Good to Go»               | 2014 | 151             | - KOR: 10,506+ (DL) | «Beyond the Ocean» |
| «What Should I Do» (Remix) | 2014 | —               |                     | Сингл без альбома  |
| «December 24»              | 2015 | —               |                     | Сингл без альбома  |
| «On the Hook»              | 2015 | —               |                     | Сингл без альбома  |
| «Tie My Hands»             | 2015 | —               |                     | Сингл без альбома  |

## Видеография

### Музыкальные видеоклипы
| Год  | Название                  | Заметки                        |
| ---- | ------------------------- | ------------------------------ |
| 2014 | «Good To Go (Story Ver.)» | С Участием Еллин из Crayon Pop |
| 2015 | «December 24»             | С Участие Ю Ара                |
| 2015 | «On the Hook»             | С Участие Ю Ара                |
| 2015 | «Tie My Hands»            |                                |